# Czastary-Stacja
Czastary-Stacja – zniesiona osada w Polsce, w województwie łódzkim, w powiecie wieruszowskim, w gminie Czastary.
W latach 1975–1998 miejscowość położona była w województwie kaliskim.